# Monacanthus chinensis
Monacanthus chinensis es una especie de peces de la familia Monacanthidae en el orden de los Tetraodontiformes.

## Morfología
Pueden llegar alcanzar los 38 cm de longitud total y 580 g de peso.

## Alimentación
Come algas, anfípodos, gambas, briozoos, copépodos y otros invertebrados.

## Depredadores
En Australia es depredado por  Sillago analista .

## Hábitat
Es un pez de mar de clima tropical y asociado a los  arrecifes de coral que vive entre 3-12 m de profundidad.

## Distribución geográfica
Se encuentra desde Malasia e Indonesia hasta Samoa, el sur del Japón, el noroeste de Australia y Nueva Gales del Sur (Australia ).

## Observaciones
Es inofensivo para los humanos.